# Свободная демократическая партия Швейцарии
Свободная демократическая партия Швейцарии, или Радикальная демократическая партия Швейцарии (нем. Freisinnig-Demokratische Partei, FDP; фр. Parti radical-démocratique, PRD; итал. Partito liberale-radicale svizzero, PLR; романш. Partida liberaldemocrata svizra, PLD) — бывшая либеральная политическая партия Швейцарии. Долгое время была одной из крупнейших политических партий страны. В 2009 году слилась с Либеральной партией Швейцарии, образовав Свободную демократическую партию. Либералы.

## История
Свободная демократическая партия была основана в 1894 году либеральными радикалами, которые доминировали в швейцарской политике с 1830-х годов. Были главными оппонентами католическим консерваторам. Начиная с 1848 года до 1891 партия формировала Федеральное правительство Швейцарии. Партия оставалась доминирующей политической силой в стране вплоть до введения пропорционального представительства в 1919 году. В 1945—1987 годах попеременно с Социал-демократической партией Швейцарии была крупнейшей партией. В 1990—2000-е годы постепенно утратила свои позиции под давлением Швейцарской народной партии. В 2009 году объединилась с Либеральной партией, образовав Свободную демократическую партию. Либералы.